# André Zuba
André Renato Antoniassi, hay André Zuba (sinh ngày 23 tháng 6 năm 1986) là một cầu thủ bóng đá người Brasil chơi ở vị trí thủ môn.
André Zuba đã từng chơi cho Santa Cruz tại Copa do Brasil.